# 24/7 (East 17-album)
A 24/7 című album az angol East 17 nevű pop csapat hatodik stúdióalbuma, mely 2017. február 24-én jelent meg a DAX Music kiadónál. Az album az ausztrál turné hanganyagát tartalmazza, korábbi dalok újrakvert változatával is, mint az It's Alright 2017-es változata, vagy a House Of Love.

## Megjelenések
CD  Dax Music – DAXM002
1. Strip	3:16
2. Coming Home	3:07
3. Crying	3:11
4. Under Control	2:59
5. I Want You	3:24
6. Back In Time	3:35
7. Tell Me You're The One	3:23
8. 50 Shades	3:05
9. Feel The Love	3:43
10. Anybody Out There	3:20
11. Warning	3:29
12. House Of Love 2017	4:24
13. It's Alright 2017	4:38
14. Stay Another Day 2017	4:09
15. Strip (House Remix)	3:25

## Külső hivatkozások
- Az album az Auspop.com oldalon[2]
- Az album a Deezer.com oldalon[3]
- Az Ausztrál turné a YouTube-on[4]